# أولمبياد الشطرنج ال42
أعلنت الجمعية العامة للاتحاد الدولي للشطرنج في 8 سبتمبر 2012م عن تنظيم النسخة الثانية و الأربعون من أولمبياد الشطرنج، في العاصمة الأذربيجانية، باكو في خريف عام 2016. ولم توافق على عرضي مدينتي ألبينا (بلغاريا) وتالين (إستونيا) قبل التصويت.
تقدم الاتحاد الأذربيجاني للشطرنج بعرض تنظيم أولمبياد الشطرنج 2016 بميزانية تصل إلى 13,3 مليون أورو خصص منها ما يزيد عن النصف ( 6.8 مليون ) لتغطية تكاليف السكن للاعبين و الوفود المشاركة في الحدث .
وطالب الوفد الأرمني بتوفيرالأمن للاعبين الأرمن و لهذا السبب خطط الاتحاد الدولي للشطرنج إلى إنشاء فريق عمل خاص كما أكد وزير الرياضة الأذري ضمان حصول اللاعبين الأرمن على تأشيرة دخول الأراضي الأذرية في المطار.
تجدر الإشارة إلى تنظيم كأس العالم للشطرنج في باكو عام 2015.